# Chiesa di Santo Stefano (Parma, capoluogo)
L'ex chiesa di Santo Stefano è un luogo di culto cattolico sconsacrato dalle forme gotiche, situato in piazzale Santo Stefano a Parma, nell'omonima provincia.

## Storia

La Vergine in gloria e i santi Giovanni Battista e Stefano, realizzata da Michelangelo Anselmi per la chiesa

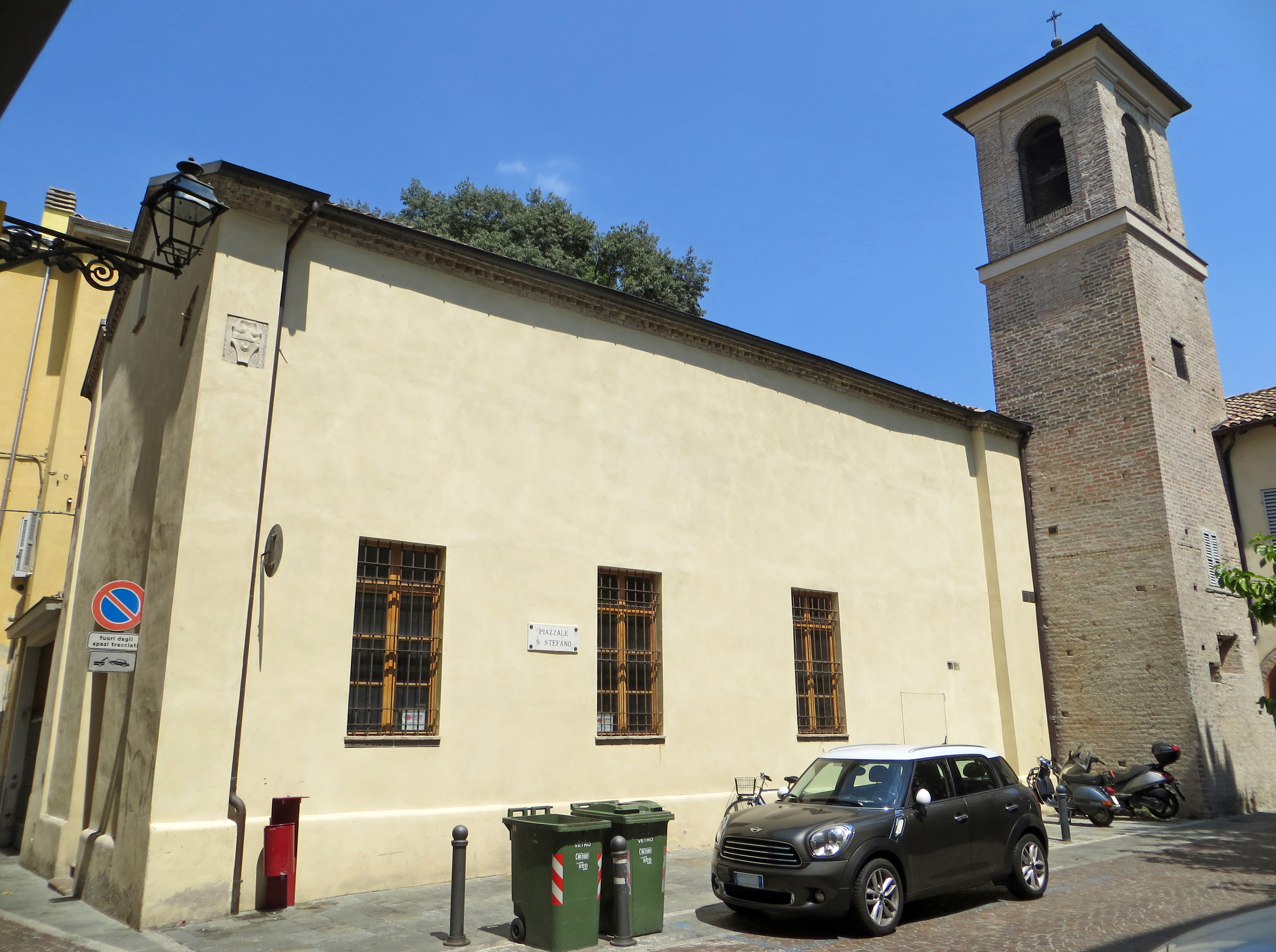
Fianco sud e campanile

La prima menzione documentaria della chiesa di Santo Stefano risale al 23 agosto 1094. Anteriormente al 1145 era una rettoria alle dipendenze dell'abbazia di San Giovanni Evangelista.
Dopo la sua elezione a canonico del Capitolo della Cattedrale di Parma (1346), presso la chiesa ebbe la sua abitazione il poeta Francesco Petrarca.
L'edificio fu ricostruito da Giovanni Franceschi nel 1486. Fu a lungo sede di una confraternita intitolata di San Lorenzo.
L'11 marzo 1857 la dignità parrocchiale viene trasferita alla vicina chiesa di Sant'Antonio Abate; Santo Stefano fu affidata alla confraternita di San Carlo e, attorno al 1870, fu ridotta ad uso profano.
Aveva un altare maggiore, due cappelle laterali e una cantoria sopra l'ingresso. Sopra l'altare maggiore era la pala di Michelangelo Anselmi con la Vergine in gloria e i santi Giovanni Battista e Stefano, poi trasferita al museo del Louvre.